# 효자 김백열 정려
효자 김백열 정려(孝子 金百悅 旌閭)는 세종특별자치시 연동면 내판리에 있는 조선시대의 효자문이다. 2014년 9월 30일 세종특별자치시의 향토문화유산 제4호로 지정되었다.

## 개요
효자 김백열 정려(孝子 金百悅 旌閭)는 조선시대의 효자 김백열(金百悅, 1816~1868)의 효행(孝行)을 세상에 널리 알려 칭찬하고 기억하기 위해 나라에서 하사한 명정(銘旌)을 현판(懸板)으로 걸어놓은 정문(旌門)이다.
김백열의 본관(本貫)은 안동(安東), 자(字)는 여행(汝行)이다. 충청남도 연기군 동면(현재 세종특별자치시 연동면) 내판리(內板里)에서 김희중(金熙仲)의 둘째 아들로 태어났다. 아버지가 병이 들어 눕자 다섯 살이라는 어린나이에도 밤낮으로 간호하던 중 꿈에 아버지의 병은 곶감이 특효라는 말을 듣고 다음날 곶감을 드시게 하여 병을 고쳤다고 한다. 이러한 그의 효행은 일제강점기에 우리민족의 인문지리 현황을 담은 『朝鮮寰輿勝覽(조선환여승람)』에도 적혀 있다.
김백열의 효행에 대해 지역의 유림(儒林)들이 글을 올려 1890년(고종 27)에 동몽교관(童蒙敎官) 조봉대부(朝奉大夫) 관직과 명정을 받고 1913년에 정문을 세웠다는 기록이 있다. 내부에는 김백열의 현판과 정문을 세울 당시의 기록인 정려기(旌閭記)가 걸려있다.

## 현지 안내문
효자 김백열은 [1816년]](순조 16년)에 출생하였다. 본관은 안동이다.
공의 나이 5세때 부친이 득병하여 매일같이 어린몸으로 아버지의 병환을 간고하고 있던중 효성이 지극하여 하루는 꿈에 신인이 나타나 곶감이 아버지 병에 특효라하여 다음날 곶감을 구하여 드리니 수일만에 병이 완쾌되었다.
이 소식에 조정에 알려지자 출천지효라 하여 고종 경인년에 증 동몽교관 조봉대부를 증직하시고 명정을 내리시서 정문을 건립하고 후세의 본보기로 삼았다.